# Lány na Důlku
Lány na Důlku (německy: Laub ob der Gruben) je vesnice, část krajského města Pardubice, ležící v městském obvodu Pardubice VI města Pardubice. Nachází se asi 7,5 km na západ od centra Pardubic a leží v geomorfologickém celku Východolabská tabule. V roce 2009 zde bylo evidováno 140 adres. V roce 2001 zde trvale žilo 330 obyvatel.
Lány na Důlku je také název katastrálního území o rozloze 6,17 km2. Až do poloviny 20. století se jako osada Lánů na Důlku uváděly Krchleby.

## Obecní správa
V letech 1964–1985 k obci patřily Srnojedy.

## Zajímavosti
- Památný Dub v Lánech na Důlku

## Další fotografie

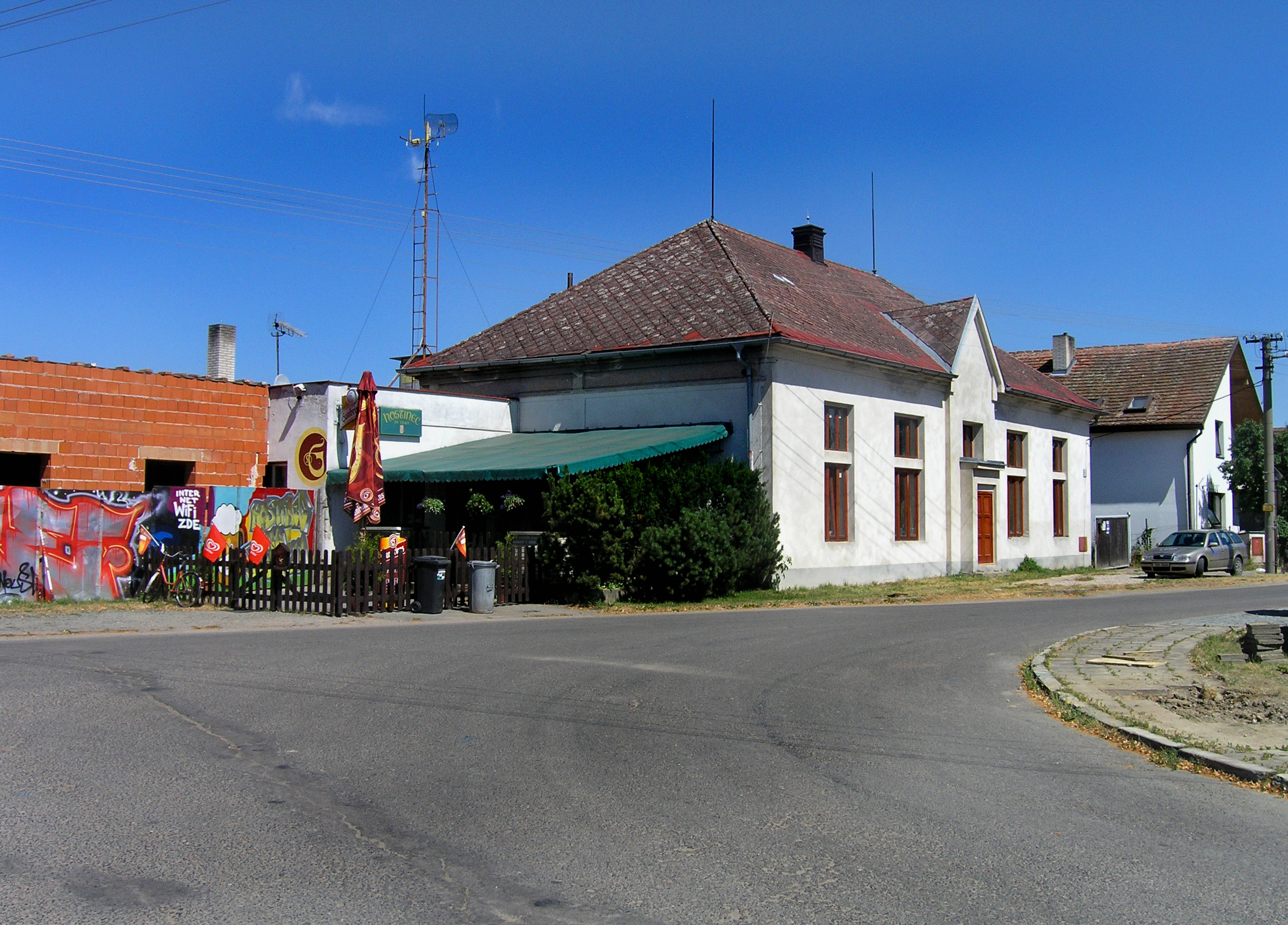
Restaurace u hlavní silnice
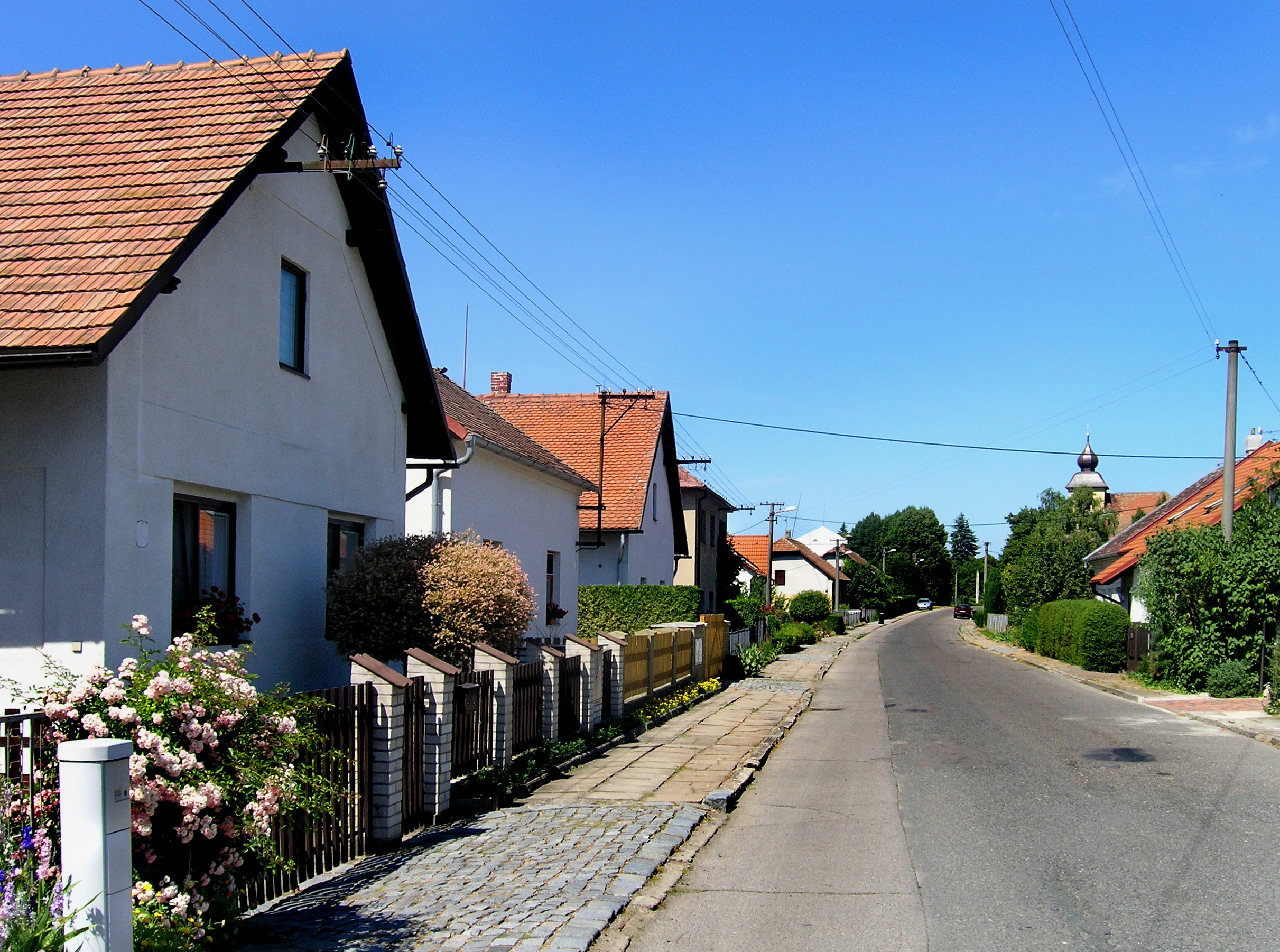
Jižní část Lánů
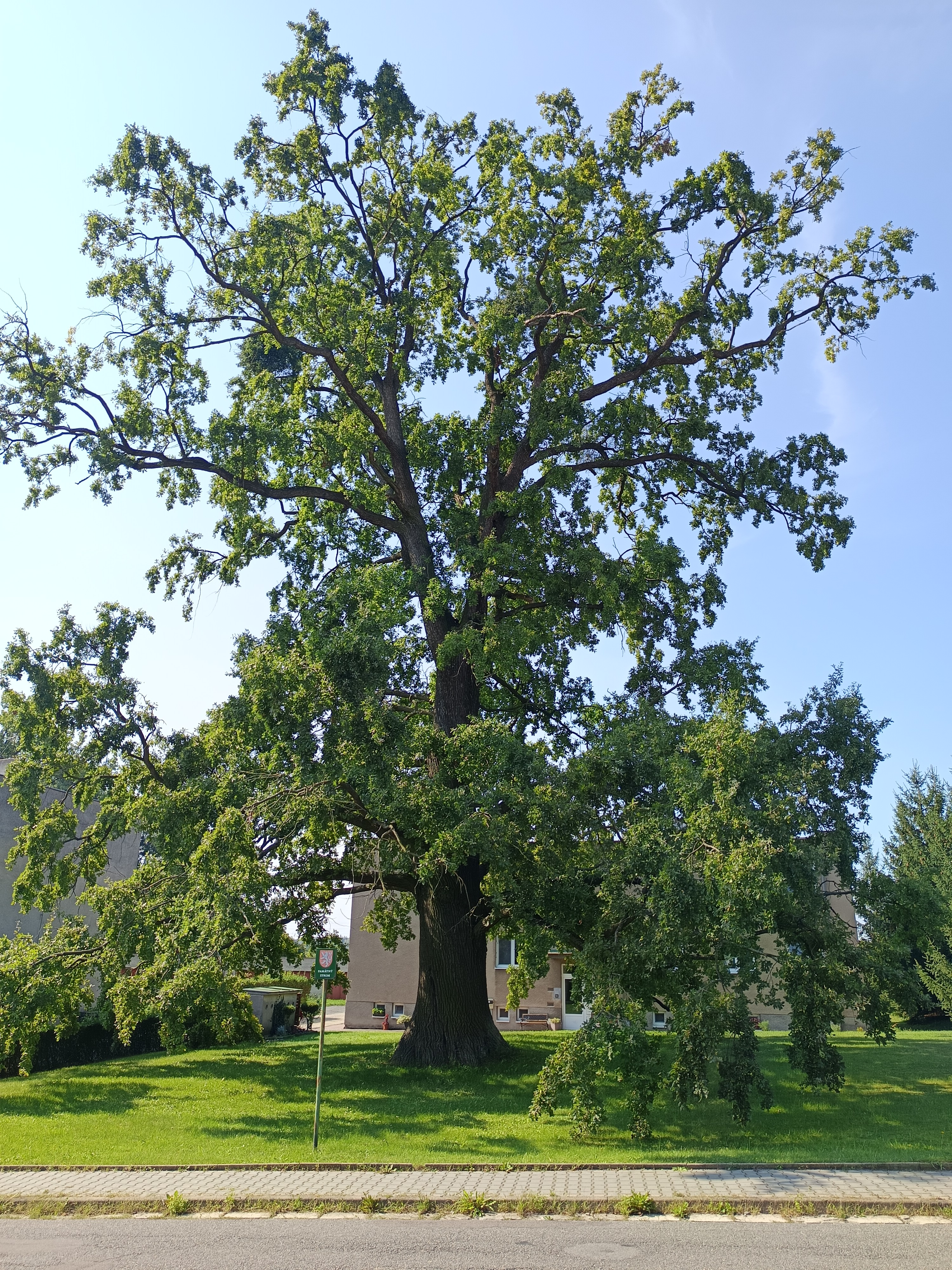
Dub v Lánech na Důlku